# モシ
モシ（Moshi）は、タンザニアの都市。タンザニア北部に位置し、キリマンジャロ州の州都である。人口は約16万人（2012年）。

## 概要
キリマンジャロ山の南麓の緩やかな丘陵部にある。モシは西のアルーシャと東のケニアのボイを結ぶ道路上に位置する。また、モシから南のタンガやダルエスサラームへは道路と鉄道が連絡している。また、モシとアルーシャのほぼ中間点にはキリマンジャロ国際空港があり、国内各地のほかロンドンやアムステルダムなどへも直行便が就航している。
モシ周辺はチャガ人とマサイ人が多く住む。タンザニア国内で最も識字率の高い地域である。モシはキリマンジャロ登山の基点となる街であり、また西のアルーシャとともにこの地域の観光の拠点となっているため、欧米などから多くの観光客が訪れる。キリマンジャロ登山にはガイドの雇用が必須であり、またポーターやコックなど登山者に雇われる地元住民は多く、観光産業は重要な雇用先となっている。

## 経済
モシには、炭酸飲料やビール醸造、薬品や食品加工などの工場がある。モシ周辺は標高が高く冷涼な気候のため、その気候を生かしたコーヒーや紅茶の栽培が盛んである。特にアラビカ種のコーヒーは、1900年ごろからこの街周辺に住むチャガ人によって栽培が始められ、キリマンジャロから灌漑水路を引いて生産を安定させ、1932年には「キリマンジャロ原住民共同組合連合会」という協同組合を結成してコーヒーの品質の維持に努めた結果、モシ周辺はコーヒーのブランドであるキリマンジャロ (コーヒー)の産地となり、コーヒー及びその関連産業はモシの重要な産業となっている。
モシ周辺は古くから教育水準が高く、コーヒーや観光産業によって経済的にも豊かなため、政治的影響力も小さくない。1992年の複数政党制導入以降は、与党タンザニア革命党が強いタンザニアにあってモシは野党の牙城となっている。